# Numelyo
Numelyo est la bibliothèque numérique de la Bibliothèque municipale de Lyon.
Les documents patrimoniaux conservés à la bibliothèque, aujourd'hui numérisés ou nativement numériques sont consultables sur le site internet depuis 2012. À l'instar d'une bibliothèque, Numelyo est organisé en collections : enluminures, livres anciens, estampes, affiches, photographies anciennes et contemporaines, cartes postales, presse… Les documents sont, pour la plupart, libres de droit. L'interface est entièrement développée avec des logiciels libres et regroupe les divers projets de numérisation portés par la bibliothèque depuis le début des années 1990.

## Bibliothèque numérique: création et lancement
La Bibliothèque municipale de Lyon lance son premier chantier de numérisation en 1993 avec les enluminures de ses manuscrits, s’intégrant ainsi à partir de 2010 au programme des bibliothèques numériques de référence du ministère de la Culture.
Depuis, d'autres chantiers pour rendre accessible ses collections patrimoniales en ligne ont vu le jour. La bibliothèque numérique lyonnaise numelyo est née quatre ans après l'accord de numérisation passé en 2008 avec la société Google, 40 ans précisément après la création de la Bibliothèque de la Part Dieu le 12 décembre 2012,. Elle est inaugurée en présence de l'adjoint à la culture de Lyon de l’époque, Georges Képénékian et du directeur de la BmL, Gilles Eboli. Avec ses 2 660 293 documents patrimoniaux selon le rapport d’activité publié en 2018, la BmL constitue le second ensemble le plus important en France après celui de la Bibliothèque nationale de France.

## Les chantiers de numérisation
Les documents sont numérisés, sur place ou par un prestataire et publiés dans la bibliothèque numérique. Plusieurs types de numérisation sont possibles. La numérisation par objectifs, concernant un corpus ciblé des fonds de la bibliothèque ou la numérisation de masse, réalisée systématiquement à la chaîne, pour les documents imprimés avant 1920, à quelques exceptions près, en fonction de l’état et/ou du format du document sélectionné.

### Numérisation par objectifs
La numérisation par objectifs concerne des chantiers ciblés qui font l’objet de demande de subvention auprès des partenaires historiques de la Bibliothèque municipale de Lyon : le ministère de la Culture et la BnF. Les responsables de collections de la bibliothèque sont chargés de ces projets et certains corpus font l’objet d’une valorisation spécifique.
Dès 1993, les enluminures sont reproduites par photographie argentique jusqu'en 2006 environ. Elles sont ensuite numérisées grâce à une campagne photographique menée par l’Institut de recherche et d'histoire des textes.
En 1998, ce corpus d’enluminures constitue la première base patrimoniale de la Bibliothèque municipale de Lyon. Elle contient 12 000 images provenant de 457 manuscrits, incunables et livres du 16e siècle.
Les manuscrits sont par la suite numérisés dans leur entier, sans distinction texte/image. Dès 2008, la Bibliothèque municipale de Lyon met en ligne les 55 manuscrits Mérovingiens et Carolingiens (6e - 10e siècles) conservés in situ. Ce projet, nommé « Florus », est subventionné par la Mission Recherche et Technologie (MRT), dans le cadre des appels à projet pour le développement de l’offre de ressources culturelles numériques et de la consultation libre de ces ressources par les internautes.
Une partie de la presse lyonnaise du 19e siècle et un ensemble de photographies régionales bénéficient également de subventions du ministère de la Culture - Mission Recherche et Technologie (MRT) puis Département de la Recherche, de l’Enseignement Supérieur et de la Technologie (DREST). Avec la Bibliothèque nationale de France, dans le cadre de la convention de pôle associé qui lie les deux établissements, sont numérisés La Construction lyonnaise, la Revue du Lyonnais et des journaux de tranchées de la Guerre 14-18.
Parmi ces photographies numérisées, on retrouve le Fonds Jules Sylvestre constitué d’un ensemble d’environ 4700 photographies (positives ou bien négatives) dont 3900 négatifs sur plaque de verre représentant le patrimoine de la ville de Lyon et de ses alentours. Il s’agit d’un fonds important que l’on doit au photographe Jules Sylvestre et aux collaborateurs de son atelier. La numérisation s’est déroulée sur plusieurs années et par étapes, débutant des années 1980 et allant jusqu’en 2010. C’est à ce moment que la Bibliothèque municipale de Lyon numérise une nouvelle fois ces clichés en meilleure qualité, dans le but de les présenter dans le projet « Photographes en Rhône-Alpes ». Ce fonds est par ailleurs consultable sur Numelyo dans cette catégorie. 

### Numérisation de masse et partenariat avec Google
L’appel d’offres lancé par la Ville de Lyon pour la numérisation des livres imprimés anciens de la bibliothèque, libres de droit, est remporté en 2008 par la société Google sous le mandat de Gérard Collomb alors maire de Lyon. Patrick Bazin en est l’instigateur en tant que directeur de la Bibliothèque municipale de Lyon. Il s'agit du premier accord de numérisation avec une bibliothèque française, et le vingt-neuvième dans le monde. D'une durée de 10 ans, il concerne les livres tombés dans le domaine public, soit entre 400 000 et 500 000 ouvrages imprimés entre le 16e siècle et le début du 20e siècle (ce qui inclut des impressions rares lyonnaises de Maurice Scève ou de Nostradamus, de grands traités scientifiques, des récits de voyages, etc.).
Pour ce partenariat, Google implante son premier site local de scanner en France, dans la banlieue lyonnaise, « pour un investissement qui pourrait s'élever à 60 millions d'euros - et permettrait d'atteindre le rythme de 2000 livres scannés par semaine ». L'entreprise « s'engage à prendre à sa charge, sans contrepartie financière, la numérisation et la mise en ligne d'une collection de 450 000 ouvrages imprimés au minimum et de 500 000 ouvrages imprimés au maximum, dans un délai de dix ans au maximum […] Les ouvrages sont sélectionnés par la Bibliothèque […] uniquement parmi ses ouvrages imprimés et libres de droits ». La numérisation s'échelonne de fin 2009 à 2014. Plus de 400 000 ouvrages ont donc été numérisés suivant les termes du contrat. Pour les dernières numérisations (soit environ 12 000 livres), un avenant au contrat initial est réalisé et les livres partent à Munich. Depuis 2012, les fichiers réalisés par Google alimentent progressivement Numelyo. Avec la volumétrie et le paramétrage standardisé des machines de numérisation, les planches pliées ou hors format dans les ouvrages n'ont pas été numérisées, rendant la numérisation partielle pour certains documents. D'autre part, la numérisation en niveaux de gris par défaut est problématique pour les livres illustrés en couleurs[réf. souhaitée].

#### Critiques
L'accord fait l'objet de critiques diverses à la fin des années 2000 : le rapport Tessier sur la numérisation du patrimoine écrit souligne ainsi que « l'autonomie de Lyon ne sera acquise qu'à l'issue de la période d'exclusivité de 25 ans prévue par l'accord ». Jean-Claude Guédon, membre de l'Internet Society, condamne plus fermement cette opération qu'il qualifie de « hold-up culturel ». Pour Olivier Ertzscheid, cet accord s'inscrit dans l'objectif à long terme pour Google Livres de s'imposer comme éditeur et diffuseur des ouvrages, notamment par la vente de copies numériques. Son analyse, est en partie soutenue par Lionel Maurel, auteur du blog S.I.Lex.

Face à ces critiques, le directeur de l'époque Patrick Bazin explique que Google est la seule entreprise à répondre à l'appel d'offre lancé par l'établissement en 2006 : 

« Nous aurions bien aimé que Yahoo!, Microsoft ou France Télécom présentent leur candidature. […] En 1989, j'ai été appelé par le délégué scientifique de la Bibliothèque de France pour réfléchir avec d'autres sur la place des nouvelles technologies dans la future BNF. Des amis, à Berkeley, m'avaient donné un avant-goût d'Internet et, pour moi, il était clair que la révolution numérique se jouerait dans la connexion des bibliothèques entre elles. Pas dans la construction de bibliothèques gigantesques, un modèle qui appartient au passé. J'ai donc suggéré, avec d'autres, que sur les 10 milliards alloués à la BNF, on en mette 8 dans le numérique et le reste dans le ripolinage de la Bibliothèque Richelieu. On nous a répondu : « Le numérique, c'est du vent, la vraie pensée, c'est la lenteur ». Étonnez-vous qu'on ait perdu la main, aujourd'hui… »

.
Il souligne par ailleurs que l'efficacité du modèle économique de Google dépend directement de l'accessibilité des informations au monde entier, et qu'empêcher d'ajouter au projet Books les publications françaises serait le meilleur moyen d'offrir à la culture américaine une position dominante. Enfin, dans de nombreux cas les données fournies par la BML sont également disponibles ailleurs : « Vous trouvez intelligent que la première édition du Gargantua de Rabelais - un pur patrimoine lyonnais - renvoie à l'université de Californie ? Nous avons la même dans notre fonds ! ». Le directeur du programme Google Books France, Philippe Colombet, souligne de son côté que l'entreprise ne fera pas payer l'accès aux livres libres de droits d'auteur, et n'affichera pas de publicité face aux pages demandées ; enfin Google garantit la pérennité des fichiers produits, dans la mesure où ils sont fournis dans un format standard[réf. souhaitée].

### Mise en ligne à la demande
Les documents imprimés faisant partie du partenariat avec Google sont en ligne sur Google Livres et sont publiés au fur et à mesure dans Numelyo. La publication se faisant petit à petit, il est possible de demander à l’équipe Numelyo de verser un ou plusieurs titres en priorité. Cette procédure peut s’avérer particulièrement utile lorsque l’exemplaire en question n’est pas disponible sur Google books dans son intégralité.

## Caractéristiques

### Collections
Avec plus de 2 660 000 documents patrimoniaux, la Bibliothèque municipale de Lyon est à la fois la bibliothèque municipale la plus riche de France et une référence en matière de collections anciennes, rares ou précieuses.
Numelyo propose à la consultation des documents aux supports très variés : des livres anciens imprimés, des manuscrits remarquables, des titres de la presse locale et régionale, des documents iconographiques patrimoniaux tels que des estampes, des affiches ou des enluminures mais aussi contemporains, notamment dans la base Photographes en Rhône-Alpes. Depuis 2018, un onglet "S'amuser" à destination notamment des jeunes publics regroupe des jeux, des coloriages et des créations numériques d’internautes. Tous documents numériques confondus, ce sont plus de 210 000 unités documentaires qui ont été proposées à la consultation en ligne en 2019.
En 2015, à l'occasion des 10 ans de la rénovation du Théâtre des Célestins, un corpus de photographies et d'affiches illustrant l’histoire du théâtre est mis en ligne sur Numelyo. Ce partenariat rassemble pour la consultation des documents dispersés entre institutions en mutualisant les moyens et les investissements des infrastructures numériques mis en œuvre par la Ville de Lyon.
Numelyo c’est aussi une interface de valorisation et de médiation avec une éditorialisation des contenus : des dossiers thématiques ou des expositions virtuelles facilitent l’accès et l'appropriation des patrimoines. L'accès aux collections se fait également via les réseaux sociaux : Twitter, Facebook et Pinterest, permettant ainsi l'interaction avec les publics et les institutions culturelles en ligne. La participation de numelyo aux événements internationaux en ligne tels que la Museum Week ou #Colorourcollections favorise aussi la diffusion des contenus. L'équipe propose ainsi une médiation à distance mais aussi en présentiel, organisant ou participant à des ateliers, conférences et animations.

### Licences
Le régime de licence et les droits d’utilisation sont spécifiés sur chaque document mis en ligne. La Bibliothèque municipale de Lyon a travaillé à l'ouverture des droits d’utilisation de ses documents numérisés depuis l'ouverture de numelyo en 2012. Depuis 2016, les documents libres de droits sont sous Licence ouverte, ce qui facilite et encourage la réutilisation des données publiques mises à disposition gratuitement. Pour les œuvres contemporaines ou pour les documents dont le statut est incertain, les droits d’utilisation sont plus restrictifs et utilisent la Licence Creative Commons CC-BY-NC-ND.

### Technique
Numelyo est développé à partir de logiciels et technologies libres, en interne par les développeurs de la bibliothèque. Les métadonnées publiées dans la bibliothèque numérique de Lyon sont libres de droit. Le MODS est utilisé comme vocabulaire de description bibliographique, le MADS pour les données d'autorité. Les données sont moissonnées par d’autres bibliothèques numériques comme Gallica grâce à des passerelles permettant l’interopérabilité en utilisant le procédé OAI-PMH. Les données sont alors transmises en Dublin Core.
L’interface du site admet une version responsive. Des liens existent entre le catalogue en ligne de la bibliothèque et le contenu de Numelyo. L'une des particularités est de proposer plusieurs types de recherche et de visualisation suivant la collection de documents. La presse lyonnaise dispose d'une recherche plein texte grâce à l'OCR. Un système de visionneuse permet la consultation des livres et leur feuilletage en format pdf. Les vues des manuscrits mérovingiens et carolingiens s'affichent en haute résolution grâce aux protocoles IIIF.

## Collections numérisées
| collections                                      | Détails |
| ------------------------------------------------ | --- |
| Affiches                                         | Environ 1300 pièces de 1890 à 1950, dont la production de quelques grands affichistes. |
| Estampes                                         | Les plus grands noms des diverses écoles de gravure européennes, du 16e au début du 20e siècle, sont représentés parmi plus de 7300 pièces.                                                                                             |
| Photographies                                    | Près de 350 photographies d’artistes contemporains en ligne grâce à l’aimable autorisation de leurs auteurs ou ayants droit. |
| Photographes en Rhône-Alpes                      | Collections régionales de plus de 80 000 images, témoins de l’histoire et de l’actualité du territoire. |
| Photographies 14-18                              | 500 clichés de la section photographique des armées du front de guerre et de l’arrière. |
| Cartes postales 14-18                            | Une vision diversifiée de la guerre autour de 2000 cartes postales (caricatures, champs de bataille, intendance, destructions, différentes armées…).                                                                                    |
| Livres anciens                                   | Cette collection encyclopédique de 400 000 ouvrages reflète la production imprimée internationale, de l’incunable au livre imprimé jusqu’en 1920.                                                                                       |
| Provenance des livres anciens                    | Les livres portent parfois les marques des personnes ou institutions. Elles permettent d’établir l'itinéraire géographique et intellectuel des ouvrages en identifiant leurs anciens possesseurs et lecteurs…                           |
| Manuscrits mérovingiens et carolingiens          | Numérisés en intégralité, ces 55 manuscrits constituent un ensemble précieux. Les plus anciens remontent à la fin du 5e siècle. Ils sont rassemblés à Lyon par le diacre Florus dès le 9e siècle au sein de la bibliothèque épiscopale. |
| Enluminures                                      | 7630 illustrations (miniatures, bordures, encadrements, initiales historiées, simples lettres de couleur) du 5e siècle au 16e siècle.                                                                                                   |
| Archives de Pierre Charnier - Fonds Fernand Rude | Pierre Charnier (1795-1857) était un tisseur lyonnais durant la période 1830-1848. Déposées par Fernand Rude, ses archives témoignent de la vie de la Fabrique, du mutuellisme, des journaux des canuts.                                |
| Presse lyonnaise de 1790 à 1944                  | La presse du 19e siècle est incroyablement féconde, environ 270 titres numérisés sont aujourd’hui accessibles. |
| Presse 14-18                                     | Elle apparaît pendant la Première Guerre mondiale. Près de 80 titres sont en ligne. |
| Les revues savantes                              | La création des sociétés savantes et l’essor de la production éditoriale (brochures, revues) marquent le 19e siècle. Retrouvez ici la Revue du Lyonnais (1835-1924), la Revue de Lyon (1849-1850), la Revue lyonnaise (1881-1885).      |
| Musiques                                         | Plus de 3 000 enregistrements sonores appartenant à la collection "Mémoire des musiques lyonnaises" (artistes de Lyon et de l’agglomération lyonnaise, labels lyonnais).                                                                |
| Célestins, Théâtre de Lyon                       | Photographies et affiches illustrant l’histoire du théâtre, les étapes de sa rénovation mais aussi le prestige de ses créations théâtrales.                                                                                             |